# Colobo-vermelho-de-zanzibar
O colobo-vermelho-de-zanzibar (Piliocolobus kirkii) é uma espécie de macaco do gênero Piliocolobus, endêmico de Unguja [en], a principal ilha do Arquipélago de Zanzibar, na costa da Tanzânia. Também é conhecido como colobo-vermelho-de-Kirk, em homenagem a Sir John Kirk, o residente britânico de Zanzibar que chamou a atenção da ciência zoológica. Atualmente, é classificado como uma espécie em perigo de extinção e, em meados da década de 1990, foi adotado como a principal espécie bandeira para conservação em Zanzibar. A população ainda está diminuindo, e os conservacionistas estão tentando trabalhar com o governo local para elaborar uma estratégia adequada e eficaz para proteger a população e o habitat. Os desafios incluem o habitat da espécie, que é limitado ao arquipélago. A espécie foi reclassificada três vezes; antes estava no gênero Colobus, depois no gênero Procolobus e, mais tarde, no gênero Piliocolobus.

## História evolutiva e taxonomia
A população de colobo-vermelho-de-zanzibar, Piliocolobus kirkii, em Zanzibar, representa uma população que se acredita ter sido isolada na ilha depois que o nível do mar subiu no final da época do Pleistoceno. Além disso, sugere-se, por meio da análise mitocondrial, que os grupos filogenéticos do colobo-vermelho foram geneticamente isolados uns dos outros desde o Plioceno.
O exame da morfologia craniana mostrou que o P. kirkii divergiu do Piliocolobus do continente e se tornou sua própria espécie. Ele experimentou uma aceleração na evolução morfológica do tamanho, que se sugere ser o resultado da insularidade na ilha e das pressões ambientais, como competição, habitat, predação e/ou disponibilidade de recursos. Não há evidências de gargalos populacionais na espécie.
O crânio menor do P. kirkii, em contraste com o do macaco colobo do continente, é consistente com a Regra de Foster [en] (também conhecida como Regra da Ilha), na qual o animal original (maior) se torna menor com o tempo quando há recursos limitados. Os machos tendem a ter traços pedomórficos que incluem uma face mais curta, órbitas grandes e um neurocrânio aumentado. Não se sabe ao certo há quanto tempo e onde essa mudança evolutiva ocorreu.
Por meio de análises moleculares, indica-se que o P. kirkii tem parentesco mais próximo com o colobo-vermelho-de-udzungwa [en] (P. gordonorum) em comparação com outras espécies de colobo-vermelho. Essa análise também situou a divergência do P. kirkii de sua espécie irmã, o P. godronorum, em cerca de 600.000 anos atrás, o que, na verdade, permite uma idade evolutiva mais antiga em comparação com a suposição anterior de que ele havia se tornado sua própria espécie por volta do último período glacial. A espécie foi reclassificada duas vezes; anteriormente estava no gênero Colobus e, mais recentemente, no gênero Procolobus e depois no gênero Piliocolobus.
Um nome comum alternativo é colobo-vermelho-de-Kirk, em homenagem a Sir John Kirk (1832-1922).

## Descrição física
A pelagem desse macaco da família Cercopithecidae varia do vermelho escuro ao preto, acentuada por uma faixa preta ao longo dos ombros e braços e uma parte inferior pálida. Sua face preta é coroada por longos pelos brancos e apresenta uma marca rosa distinta nos lábios e no nariz. Além disso, o colobo-vermelho-de-zanzibar tem uma cauda longa usada apenas para se equilibrar - não é preênsil. O dimorfismo sexual é geralmente reduzido na espécie, o que significa que as fêmeas têm pouca diferença no tamanho e na cor do corpo em relação aos machos. As fêmeas geralmente superam os machos em número em seus grupos. A espécie tem um crânio notavelmente pequeno e um corpo rotundo, com os machos podendo atingir mais de 12 kg e as fêmeas, 10 kg. Em adultos, características faciais altamente diferenciadas os ajudam a distinguir uns dos outros em um grupo.
A palavra “colobus” vem do grego ekolobóse, que significa “ele cortou curto”, e recebeu esse nome devido à redução significativa no tamanho ou à completa falta de um polegar opositor em comparação com outros primatas. Para compensar isso, eles têm quatro dedos longos que se alinham para formar um gancho forte, permitindo que eles agarrem facilmente os galhos e escalem.
Os habitantes locais da ilha chamam o colobo-vermelho-de-zanzibar de kima punju, que significa “macaco venenoso” em suaíli, devido ao seu cheiro forte, diferente de outros macacos. Isso fez com que as pessoas tivessem uma visão negativa do macaco e até mesmo dissessem que ele exerce uma influência maléfica sobre as árvores das quais se alimenta, acabando por matar as árvores.

## Habitat
O colobo-vermelho-de-zanzibar é encontrado em três florestas do Arquipélago de Zanzibar. Ele apresenta uma ampla tolerância de hábitos, mas é principalmente uma espécie arborícola e prefere áreas mais secas às úmidas. Seus habitats incluem matas costeiras e arbustos costeiros, mas também pode ser encontrado em áreas agrícolas e em manguezais; estes últimos fornecem alimento durante todo o ano. Quando encontrado em áreas agrícolas, o macaco está mais acostumado com os seres humanos e se aproxima do solo.
Restam cerca de 1.600 a 3.000 indivíduos, e, atualmente, 50% dos macacos encontrados nas ilhas vivem fora das zonas protegidas. A maior e mais significativa área de proteção e habitat para o macaco está no Parque Nacional Jozani Chwaka Bay [en], que oferece 25 km² de reserva de terra. Ele está localizado na ilha principal e as populações foram muito estudadas em relação à sua ecologia e comportamento. Mesmo assim, muitos grupos foram encontrados em shambas (em suaíli, “terras agrícolas”) nas proximidades do parque. Nessas shambas adjacentes ao parque, foram registradas densidades mais altas de colobos-vermelhos-de-zanzibar vivendo em grupos mais coesos do que dentro da reserva do parque. A incidência de alguns desses macacos vivendo permanentemente fora da zona da reserva protegida do parque pode aumentar o perigo de extinção aos grupos.

## Comportamento

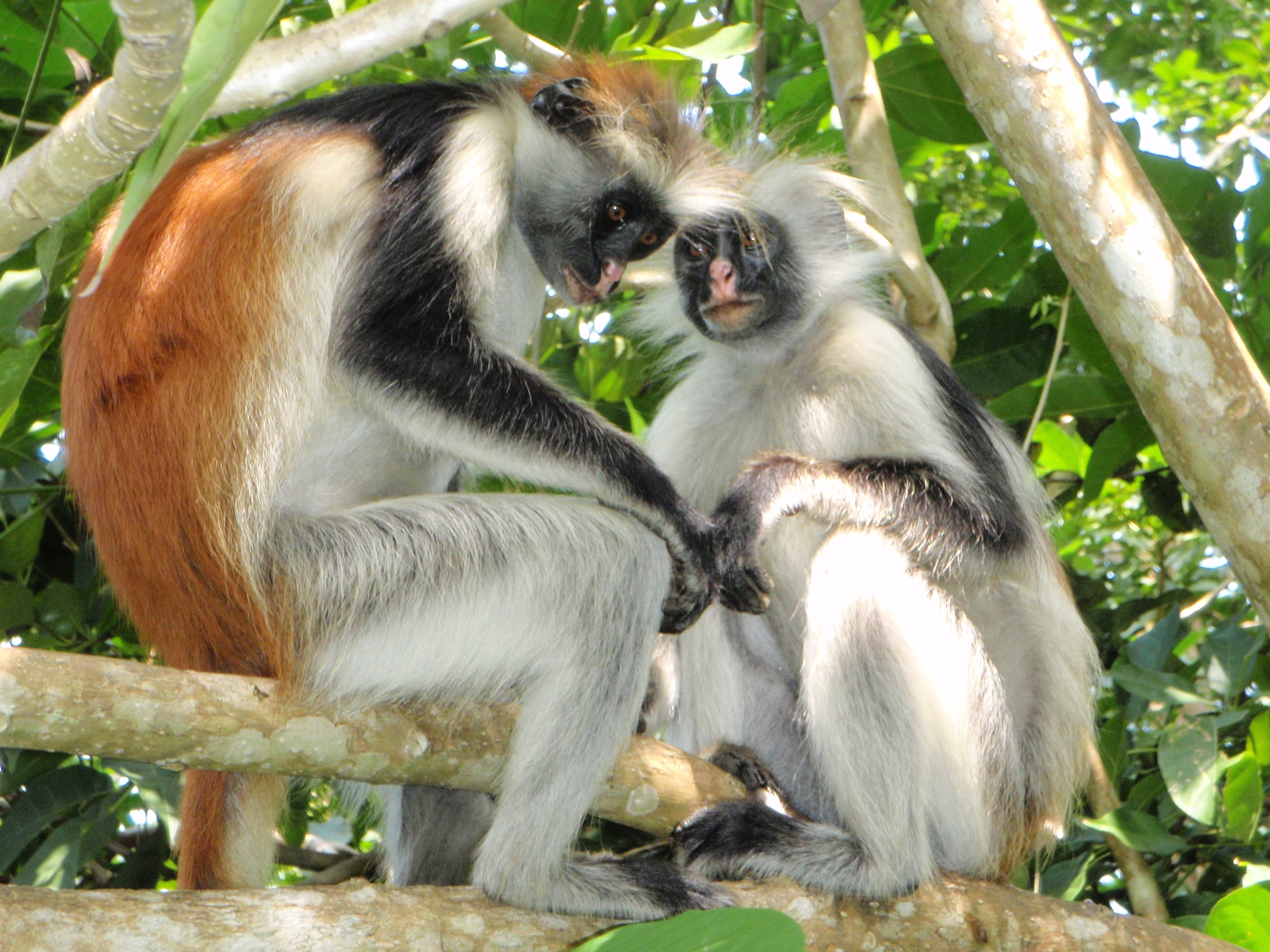
No en.

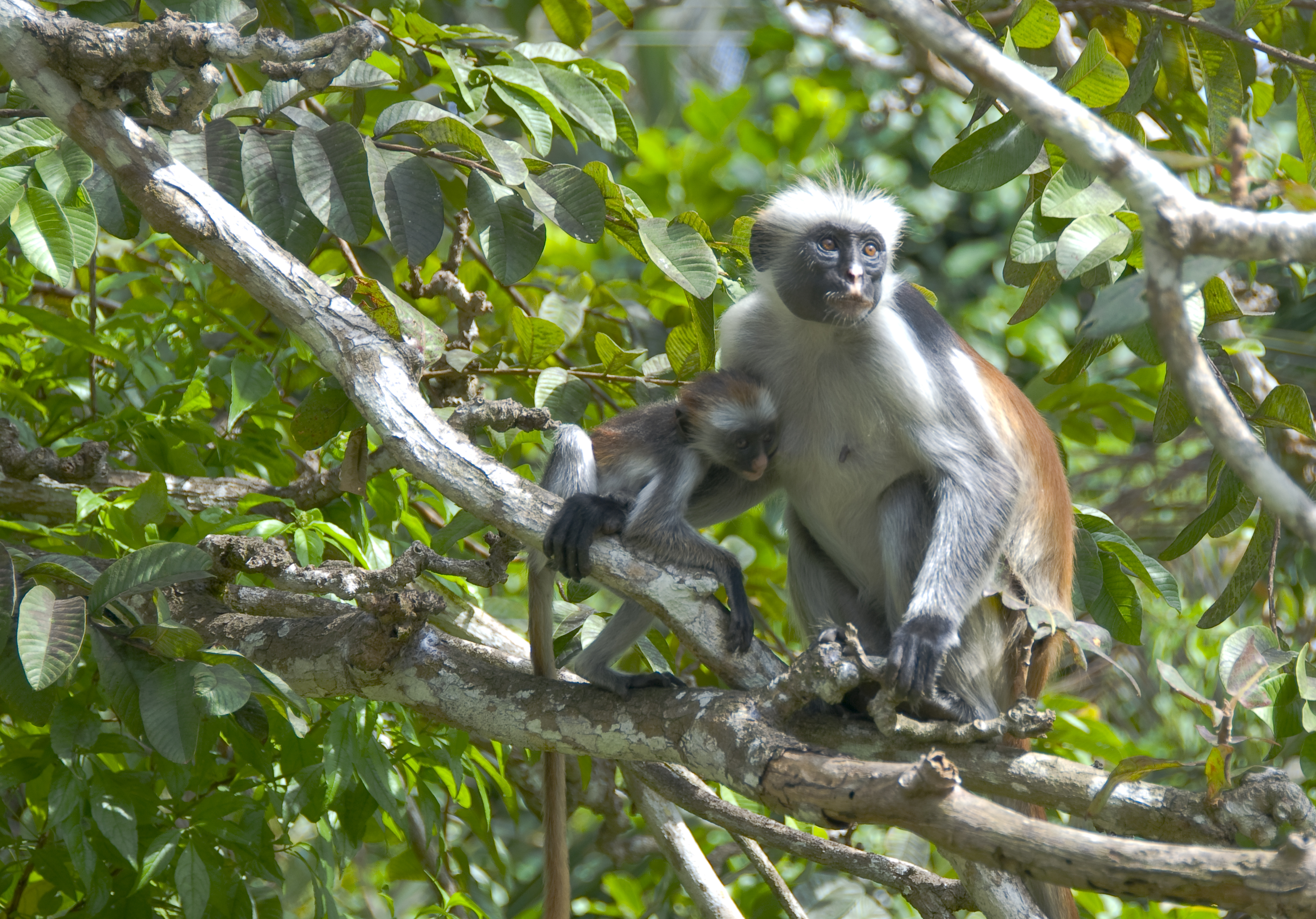
A mãe e um filhote.

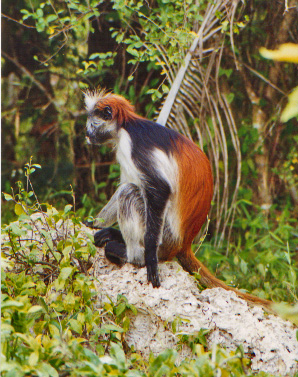
Os machos e as fêmeas compartilham o mesmo padrão de pelagem.

Os grupos são formados por até quatro machos adultos e muitas fêmeas adultas, o que normalmente resulta em uma proporção de 1:2 entre machos e fêmeas. Jovens de várias idades também são incorporados ao grupo. O número de macacos em um grupo pode variar de 30 a 50 indivíduos. A espécie é um animal muito sociável e pode ser observada brincando durante os períodos de descanso entre as refeições. Ao contrário das fêmeas, em um grupo, os machos realmente mantêm laços estreitos, agindo em conjunto na defesa do grupo e até mesmo cuidando uns dos outros.

### Alimentação
A alimentação também é uma atividade em grupo. Ele começa a se alimentar pela manhã e é mais ativo durante as partes mais frias do dia. Os gritos altos dos machos indicam que o grupo está pronto para ir para outra árvore para se alimentar. Esse macaco é principalmente um folívoro e, em média, metade das folhas consumidas são folhas jovens. Ele também come brotos de folhas, sementes, flores e frutas não maduras. Também foi encontrado comendo súber, madeira morta e solo. É uma das poucas espécies que não comem frutas maduras; ele tem um estômago saculado com quatro câmaras específicas para quebrar materiais vegetais, mas não consegue digerir os açúcares contidos nas frutas maduras. Como o macaco se alimenta de folhas jovens (embora não se limite a elas), há casos em que ele consome carvão vegetal, que se acredita ajudar na digestão das toxinas (possivelmente compostos fenólicos) encontradas nas folhas jovens da amendoeira-da-praia e da mangueira. Acredita-se que o hábito de consumir carvão vegetal seja um comportamento aprendido, presumivelmente transmitido da mãe para a prole. A presença de depósitos de carvão vegetal demonstrou que esses macacos são mais propensos a habitar áreas que têm como fonte de alimento árvores ricas em fenólicos. Observou-se, no entanto, que nem todas as populações das ilhas adotam esse comportamento, mas que ele é feito principalmente por aquelas que consomem folhagens mais perenes e exóticas.
Como algumas populações usam os manguezais como fonte de alimento, é natural que o macaco consuma mais cloreto de sódio (NaCl). Por esse motivo, observou-se que essas populações bebem água diretamente dos buracos das árvores ou lambem a água das folhas. Esse comportamento inovador mostra a adaptação do macaco a novas circunstâncias ecológicas e ambientais.
Na estação seca, um dos alimentos básicos, a amendoeira-da-praia, como mencionado anteriormente, deixa cair suas folhas e pode fazer com que o macaco ultrapasse os limites do parque para ampliar sua área de alimentação. Isso coloca a subfamília Colobinae, já ameaçada de extinção, em maior risco.

### Reprodução
Os machos geralmente atingem a maturidade sexual com cerca de 3 a 3,5 anos de idade, enquanto as fêmeas a atingem com cerca de 2 anos de idade. As fêmeas que estão se aproximando do estro podem ser facilmente identificadas devido ao inchaço e à coloração vermelha brilhante da área genital. Isso sinaliza para os machos que a fêmea está pronta para o acasalamento. Além disso, pouco antes do acasalamento, os machos usam os dedos para sondar o canal de parto da fêmea. Isso é imediatamente seguido por cheirar a área porque o estrogênio e a progesterona podem ser detectados por esse método, ajudando ainda mais o macho a concluir se a fêmea está realmente pronta para procriar.
A gestação é de cerca de 6 meses e uma fêmea tem cerca de 1-2 recém-nascidos a cada 2 anos. O cuidado parental é intenso e, muitas vezes, o papel é compartilhado por várias fêmeas do grupo. Observa-se que cerca de 76% dos filhotes nascem entre setembro e dezembro. O infanticídio também foi observado ocasionalmente quando um novo macho se junta a um determinado grupo que tem bebês.
A pesquisa sugeriu que a capacidade de expansão da dieta, que o consumo de carvão vegetal permite em parte, explica as taxas de natalidade e densidades mais altas devido à disponibilidade de recursos. As taxas de natalidade para aqueles que vivem em manguezais são mais altas do que as dos que vivem em florestas.
As taxas de natalidade são mais altas entre outubro e dezembro para os colobos da Ilha Uzi [en] e entre janeiro e fevereiro para os de Kiwengwa [en], localizada no lado leste da ilha principal. A mortalidade infantil pode ser significativamente alta, com metade dos bebês nascidos não atingindo mais de seis meses de idade. As taxas de natalidade em si, no entanto, são na verdade menores em comparação com os macacos do continente e os intervalos entre os nascimentos também são maiores. Pesquisas sugerem que isso é consequência de habitats perturbados nos quais os colobos do continente não são tão afetados.

### Comunicação
As espécies de colobos-vermelhos têm uma laringe menor em comparação com outros membros da subfamília Colobinae. O chamado do macho é mais agudo ou soprano, em contraste com o baixo grave do macho das espécies do gênero Colobus. O colobo-vermelho-de-zanzibar não é territorial por natureza e, portanto, não costuma fazer chamados altos de ameaça territorial. Os chamados de socorro e alerta são o “bark”, o “chist” ou o “wheet”. Um dos chamados mais altos do macaco é ouvido quando ele expressa seu domínio sobre o grupo e quando verifica o status sexual de suas fêmeas.
O chamado ouvido com mais frequência pelas pessoas dentro ou perto do Parque Nacional Jozani Chwaka Bay é o “sinal de alerta”. Esse é um chamado que chama a atenção e é derivado do chamado de progressão. Chilreios e grunhidos são feitos quando há mudanças no ambiente ao redor, como mudanças no clima ou movimento de animais nas proximidades do grupo. Na maioria dos animais arborícolas, há dois chamados de alerta diferentes, um para quando um predador está em terra e outro quando há um predador aéreo. No entanto, devido à falta de aves de rapina maiores em Zanzibar, esses chamados não são ouvidos com frequência. Os filhotes, por outro lado, devido ao seu tamanho menor e à sua vulnerabilidade, às vezes fazem esses chamados quando veem sombras.
Como o colobo-vermelho-de-zanzibar é extremamente social, ele tem um chamado específico para quando está sozinho por um determinado período de tempo e se sente vulnerável ou ameaçado. Normalmente, são os filhotes que fazem esse chamado, que soa como um grito alto, mas os adultos também podem ocasionalmente (quando considerado necessário) fazer alguma variação do chamado.

## Conservação
Vários fatores contribuíram para o status de perigo de extinção do macaco. Em primeiro lugar, o aumento do desmatamento resultou em uma redução significativa dos recursos e do habitat; em segundo lugar, ele é caçado para consumo de carne e para o mercado de animais de estimação. Para neutralizar o declínio da população, foram feitas várias tentativas de proteger a espécie. Em 1974, espécimes foram transferidos para a floresta de Ngezi, na ilha de Pemba, para tentar restabelecer a população do macaco. No entanto, foi constatado que, 20 anos após a translocação para a ilha, apenas um grupo de colobo-vermelho-de-zanzibar foi encontrado e, com poucos avistamentos e entrevistas com moradores locais, a população foi estimada entre 15 e 30 indivíduos. Os pesquisadores concluíram que o grupo certamente sobreviveu, mas não aumentou em número, possivelmente devido às relações adversas com os humanos. Alguns habitantes locais de Pemba têm superstições contra o macaco, pois acreditam que ele traz má sorte para os fazendeiros, o que pode explicar o fato de a população não ter aumentado significativamente.
Nas ilhas Uzi e Vundwe [en], o macaco está sujeito a uma extensa destruição de seu habitat, principalmente nas florestas. Há também relatos de envenenamento, lançamento de redes e desaparecimento de macacos e outros animais.
Várias tentativas foram feitas para a conservação da espécie. Um projeto foi realizado com o World Wide Fund for Nature, especificamente na Baía de Menai [en], localizada a oeste da Ilha Uzi. Outro projeto financiado pela Wildlife Conservation Society designou o colobo-vermelho-de-zanzibar como a principal espécie em um estudo de longo prazo sobre população, influência humana e comportamento.

A Convenção Africana [en] desempenhou um papel importante na conservação do animal ao categorizá-lo como “Classe A”. De acordo com o documento African Convention on the Conservation of Nature and Natural Resources (Convenção Africana sobre a Conservação da Natureza e dos Recursos Naturais), a “Classe A” é descrita como:
As espécies da Classe A devem ser totalmente protegidas em todo o território dos Estados Contratantes; a caça, o abate, a captura ou a coleta de espécimes devem ser permitidos somente com a autorização, em cada caso, da mais alta autoridade competente e somente se necessário para o interesse nacional ou para fins científicos.
Sugeriu-se que uma maneira importante de promover a conservação do macaco é simplesmente espalhar a conscientização sobre ele - que não é um animal nocivo e que, na verdade, pode ser bom para a economia da região porque atrai o turismo. Esse tem sido o caso na ilha de Unguja, em Zanzibar. Além disso, seria necessário estabelecer e designar zonas protegidas.